# Goryphus protervus
Goryphus protervus là một loài tò vò trong họ Ichneumonidae.